# 木原道路
木原道路（きはらどうろ）は、広島県尾道市福地町から三原市糸崎8丁目に至る延長3.8キロメートル (km) の国道2号バイパスである。地域高規格道路福山本郷道路の一部を構成する自動車専用道路であり、尾道バイパス終点と三原バイパス起点を結ぶ。地域高規格道路福山本郷道路の一部を構成する。
2012年度（平成24年度）よりトンネルや高架橋等の建設工事が進められ、暫定2車線で2021年（令和3年）3月14日に供用開始した。
この道路の開通により、既に開通済の赤坂バイパス・松永道路・尾道バイパス・三原バイパスが一本で繋がる事となり、福山市から三原市に至る計32.6 kmが無料かつ無信号で走行可能となる。

## 概要

### 路線データ
- 起点：尾道市福地町（福地IC・国道2号尾道バイパスと接続）
- 終点：三原市糸崎8丁目（糸崎ランプ・国道2号三原バイパスと接続）
- 延長：3.8 km
- 規格：第1種第3級（自動車専用道路）
- 設計速度：80 km/h
- 道路幅員
  - 土工部：20.5 m
  - 橋梁部：18.0 m
  - トンネル部：17.0 m
- 車線幅員：3.5 m
- 車線数：暫定2車線（完成4車線）[1]

## 歴史
- 2003年（平成15年） - 9月 : 事業化
- 2011年（平成23年）末 - 福山河川国道事務所が用地買収の進捗45 %発表。
- 2014年（平成26年）末 - 福山河川国道事務所が面積ベースで98 %、地権者数ベースで95 %用地買収をしたと発表。
- 2017年（平成29年）11月19日 - 赤石トンネルが貫通[4]。
- 2020年（令和2年）2月2日 - 内畠トンネルが貫通[5]。
- 2021年（令和3年）3月14日 : 全線暫定2車線で開通[2]。
- 2021年（令和3年）4月1日：木原道路に並行する現道区間（尾道市福地町 - 三原市糸崎8丁目間 (4.4km) ）が広島県に移管され、国道2号（変更なし）として広島県東部建設事務所三原支所の管理となった[6]。

## 路線状況

### 主な構造物
- 内畠高架橋
- 内畠トンネル（延長986 m）
- 柳川橋梁
- 赤石トンネル（延長1,216 m）
- 下木原高架橋[1]

## 地理

### 通過する自治体
- 尾道市 - 三原市

### 当該道路の位置関係
- （福山方面） - 尾道バイパス - 木原道路 - 三原バイパス - （東広島・広島方面）

### インターチェンジなど
- 施設名欄の背景色が■である部分は施設が供用されていない、または完成していないことを示す。
- 路線名の特記がないものは市道。

| 施設名                  | 接続路線名                          | 大阪から (km) |
| ----------------------- | ----------------------------------- | ------------- |
| 国道2号（尾道バイパス） |                                     |               |
| 福地IC                  | 国道2号 広島方面                    | 253.9         |
| 糸崎ランプ              | 国道2号 尾道方面 国道185号 三原方面 | 257.5         |
| 国道2号（三原バイパス） |                                     |               |